# 梶島王
梶島王（かじしまおう/かじしま の おおきみ、生没年不詳）は、奈良時代の皇族。系譜は不明だが、豊野出雲同様に鈴鹿王の系譜に連なるものだとする説がある。名は楫嶋王とも記される。官位は従五位下・大監物。

## 経歴
称徳朝の天平神護2年（766年）12月、西大寺行幸の際に、清原王・気多王・乙訓王とともに无位から従五位下に叙せられる。翌3年（767年）7月、石上真足とともに大監物に任命されている。
上記のように称徳天皇の治世において重用されたものと思われるが、その後の記録は存在せず、光仁朝以降の動向は不明である。

## 官歴
『続日本紀』による。
- 天平神護2年（766年）12月12日：従五位下
- 天平神護3年（767年）7月10日：大監物